# یواس‌اس کاتو (آی‌دی-۱۵۳۸)
یواس‌اس کاتو (آی‌دی-۱۵۳۸) (به انگلیسی: USS Cauto (ID-1538)) یک کشتی بود که طول آن ۳۶۸ فوت (۱۱۲ متر) بود. این کشتی در سال ۱۹۱۶ ساخته شد.